# Felipe de Hohenlohe-Neuenstein
Felipe de Hohenlohe-Neuenstein (en neerlandés Filips van Hohenlohe-Neuenstein; IJsselstein, Países Bajos, 17 de febrero de 1550 - ibid., 6 de marzo de 1606), alías Hollock , fue conde de Hohenlohe-Langenburg, comandante al servicio de las Provincias Unidas de los Países Bajos. Era hijo de Luis Casimiro de Hohenlohe-Waldenburg y de Ana de Solms-Lich.

## Biografía
Combatió por Guillermo de Orange desde 1575 como su teniente general. Conquistó Geertruidenberg (1576), Steenbergen, Tholen, Breda y Gennep (1577). En 1590 dirigió la construcción del fuerte frente a Bolduque (en poder español). Tras el asesinato de Guillermo en 1584 fue elegido por los Estados Generales de Holanda para comandar sus ejércitos, demostrando ser valiente pero imprudente. Un año después fue vencido en el Milagro de Empel. En 1587, Mauricio de Nassau, hijo de Guillermo, asumió el mando de las fuerzas holandesas y las relaciones entre ambos fueron empeorando. 
Cinco años antes, Guillermo había dado permiso al conde para casarse con su hija mayor, María de Nassau, pero problemas financieros impidieron el enlace. Cuando Guillermo murió, su legítimo heredero, Felipe Guillermo, estaba encarcelado en España. María quedó a cargo de la herencia y después de la toma de Breda pensó que había conseguido suficiente dinero para casarse con Felipe pero su medio hermano Mauricio se opuso y en 1591 los Estados Generales dividieron la herencia. María se quedó con el condado de Buren y Mauricio con el resto. El 7 de febrero de 1595 se casó con María de Nassau en Buren. No tuvieron hijos, y poco antes de morir adoptó a Margarita María, condesa de Falckenstein de sólo nueve años.
En 1597 participó en el exitoso sitio de Groenlo bajo las órdenes de Mauricio, quedando en un lugar secundario. En 1600 fue despedido de su cargo militar y cuatro años después empezó a desarrollar síntomas de parálisis. Murió en 1606 en IJsselstein. Su cuerpo fue enterrado en Öhringen (Baden-Württemberg), en la cripta familiar de la iglesia de San Pedro y San Pablo el 5 de noviembre.